# فرانشيسكا دونر
فرانشيسكا دونر (بالألمانية: Franziska Donner) (و. 1900 – 1992 م) هي من النمسا، كوريا الجنوبية .